# Lijst van burgemeesters van Rijsel
Dit is een lijst van burgemeesters van Rijsel. Rijsel (Lille in het Frans) is een stad in het noorden van Frankrijk.
| Naam | Naam                          | Partij              | Periode    |
| ---- | ----------------------------- | ------------------- | ---------- |
|      | Jules Dutilleul               |                     | 1878-1881  |
|      | Géry Legrand                  | UR                  | 1881-1896  |
|      | Gustave Delory                | POF                 | 1896-1904  |
|      | Charles Delesalle             | conservatief        | 1904-1919  |
|      | Gustave Delory                | SFIO                | 1919-1925  |
|      | Roger Salengro                | SFIO                | 1925-1929  |
|      | Alexandre Bracke-Desrousseaux | SFIO                | 1929       |
|      | Roger Salengro                | SFIO                | 1929-1936  |
|      | Charles Saint-Venant          | SFIO                | 1936-1940  |
|      | Paul Dehove                   | oorlogsburgemeester | 1940-1944  |
|      | Denis Cordonnier              | SFIO                | 1944-1947  |
|      | René Gaifie                   | RPF                 | 1947-1955  |
|      | Guy Debeyre                   | onafhankelijk       | 1955       |
|      | Augustin Laurent              | PS                  | 1955-1973  |
|      | Pierre Mauroy                 | PS                  | 1973-2001  |
|      | Martine Aubry                 | PS                  | 2001-heden |